# 에어파워

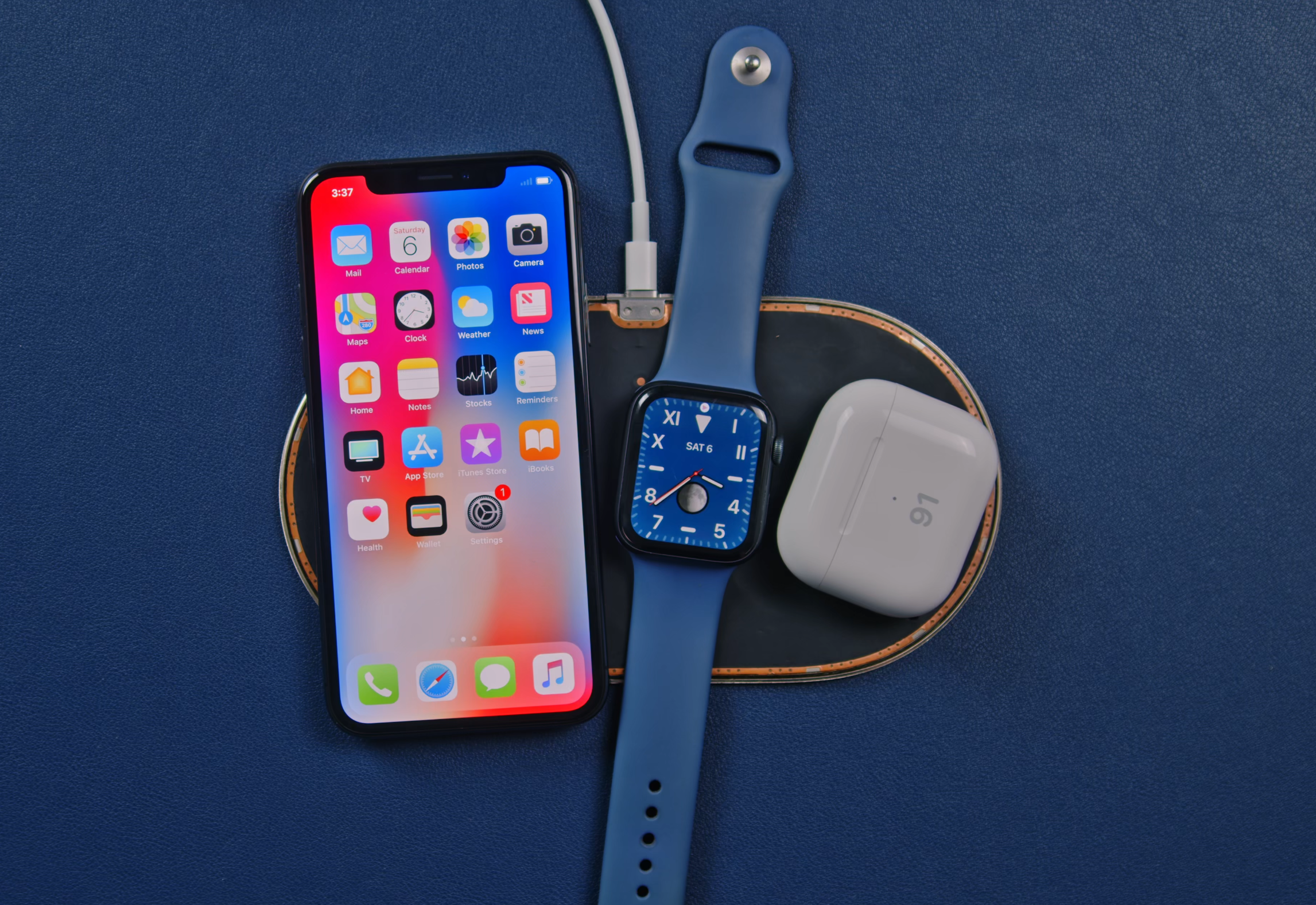
에어파워 예시

에어파워(AirPower)는 애플에서 개발한 미공개 무선 충전 매트이다. 최대 3개의 기기를 동시에 충전할 수 있도록 설계되었으며, iPhone, AirPods 등 2개의 Qi 기기와 Apple Watch를 지원한다. 2017년 9월 12일에 발표되었다. 이전에 2018년 초에 출시될 예정이었던 에어파워는 실현되지 않았으며 애플이 2019년 3월 29일 출시를 취소했다고 발표할 때까지 제품의 미래에 대한 광범위한 추측으로 이어졌다.

## 개발
에어파워는 2017년 9월 12일 애플 스티브 잡스 극장에서 열린 미디어 행사에서 iPhone 8, iPhone X 및 AirPods용 무선 충전 케이스 발표와 함께 발표되었다. 행사가 끝난 후, 참석자들에게 실습 테스트를 위해 프로토타입 모델이 제공되었다.

### 문제
이듬해 9월에 또 다른 미디어 이벤트가 열린 직후 애플은 자사 웹사이트에서 에어파워에 대한 거의 모든 언급을 삭제했다. 이러한 결정을 내리게 된 데에는 열 관리, 장치 간 통신 및 속도, 기계 및 간섭 문제 등 여러 가지 개발 문제가 모두 루머로 떠돌고 있는 것으로 알려졌다. 보도에 따르면 Apple Watch는 독점 비Qi 표준을 사용하기 때문에 두 가지 충전 표준용 코일을 포함하는 데서 주요 엔지니어링 문제가 발생했다. 애플과 긴밀한 관계로 알려진 블로거 존 그러버(John Gruber)는 장치 디자인에 문제가 있다는 이야기를 들었다고 썼다. "멀티 코일 디자인이 너무 뜨거워지는 것, 너무 뜨거워지는 것 같다. 에어파워의 디자인을 보고 다음과 같이 말한 엔지니어가 있다. 결코 열적으로 작동할 수 없다."
에어파워는 iPhone XS 및 iPhone XR을 포함한 여러 애플 제품의 포장에서 여전히 언급되었으며, 2019년 1월 언론 매체에서는 에어파워가 생산에 들어갔을 수 있다고 보도했다. 2019년 3월 25일, 애플은 에어파워를 지원하는 iOS 12.2를 출시했다. 2019년 3월 26일, 애플은 포장에 에어파워가 포함된 AirPods용 무선 충전 케이스를 출시했다. 또한 3월 말, 애플은 에어파워라는 이름의 상표권을 확보했다.
그러나 2019년 3월 29일 애플의 하드웨어 엔지니어링 수석 부사장인 댄 리치오(Dan Riccio)는 TechCrunch에 이메일로 보낸 성명에서 다음과 같이 말했다. "많은 노력 끝에 우리는 에어파워가 우리의 높은 기준을 달성하지 못할 것이라는 결론을 내렸고 프로젝트를 취소했다." 이전에 발표된 하드웨어 제품을 취소한 적이 없었기 때문에 애플의 이러한 움직임은 전례가 없는 일이었다.
타사 액세서리 제조업체는 에어파워의 디자인과 기능을 모방했지만 장치를 자유롭게 배치하는 등 애플이 계획한 기능을 완전히 복제할 수는 없었다. 애플은 나중에 모피(Mophie)와 벨킨(Belkin)이 설계한 3개 장치 충전기를 판매했는데, 이 충전기는 Apple Watch 유도 충전기용 별도 콘센트가 있음에도 불구하고 두 개의 Qi 장치와 Apple Watch를 동시에 충전할 수 있는 기능을 갖추고 있다. 애플은 독점 맥세이프 표준을 사용하여 2020년에 첫 번째 Qi 충전기를 출시했다.

## 사양

### 하드웨어
에어파워 개념은 Qi 표준을 기반으로 했다. 애플은 Qi 표준에서 지원하지 않는 기능인 여러 장치를 동시에 충전할 수 있도록 의도했지만 Apple은 이를 통합하기 위해 노력하고 있었다. 애플은 잠긴 iPhone을 에어파워로 충전하면서 가까운 거리에서 무선으로 충전하는 다른 애플 장치의 충전 수준을 동시에 표시하도록 의도했다. 이는 AirPods와 같은 장치에는 디스플레이가 없기 때문에 세부적인 충전 상태 표시기가 없기 때문이다.
정확한 위치에 관계없이 장치를 충전할 수 있는 20개 이상의 충전 코일이 있기 때문에 장치를 충전 매트에 조심스럽게 정렬할 필요가 없다. 그러나 가까이에 있는 이러한 충전 코일은 너무 뜨거워져 충전 매트에 전원 관리가 필요했다. 과열은 제품 개발 문제와 최종 취소로 인한 이유 중 하나였다.

### 호환성
에어파워는 다음 장치와 호환되도록 설계되었다.
- 2017년 이후 출시된 iPhone(iPhone 8, iPhone X 이상)
- Apple Watch Series 3 이상
- AirPods 무선 충전 케이스